# Miss Model of the World
Miss Model of the world è un concorso di bellezza internazionale che si tiene annualmente.

## Storia
Il concorso è stato istituito dall'imprenditore turco Çevik Suha Alpayli, presidente dell'agenzia Intermodel, che è anche l'organizzazione del concorso. La prima edizione si è tenuta ad Istanbul nel 1988. Fino al 2002 si è tenuto quasi sempre in Turchia. Al concorso partecipano giovani modelle. Dal 2004 il concorso si è spostato in Cina.

## Albo d'oro
| Anno | Città ospite | Nazione ospite | Vincitrice              | Provenienza       | 2ª classificata              | Provenienza       | 3ª classificata                   | Provenienza |
| ---- | ------------ | -------------- | ----------------------- | ----------------- | ---------------------------- | ----------------- | --------------------------------- | ----------- |
| 1988 | Istanbul     | Turchia        | Vicky Azuero            | Colombia          | Helena Kirsi                 | Finlandia         | Sibel Tan                         | Turchia     |
| 1989 | Istanbul     | Turchia        | Kao Arden               | Francia           | Marisabel Valdes             | Venezuela         | Aneta Rusewitz                    | Svezia      |
| 1990 | Taipei       | Taiwan         | Sharon Luengo           | Venezuela         | Nany Naegele                 | Stati Uniti       | Eva Pedraza                       | Spagna      |
| 1991 | Roma         | Italia         | Helena Wayth            | Australia         | Anne-Marie Poggi             | Francia           | Anke Van dermeersch               | Belgio      |
| 1992 | Turku        | Finlandia      | Celine Cassagnes        | Francia           | Meike Swartz                 | Germania          | Sonia Bermúdez                    | Colombia    |
| 1993 | Istanbul     | Turchia        | Gemith Gemparo          | Filippine         | Natalia Martinez             | Venezuela         | Dimitri Kostaki                   | Grecia      |
| 1994 | Istanbul     | Turchia        | Isabelle De Silva       | Francia           | Irini Alexiou                | Grecia            | Alexandra Koukoulyka              | Russia      |
| 1995 | Istanbul     | Turchia        | Laura Marlen Cabrera    | Cuba              | Tugba Ozay                   | Turchia           | Jakki Denell Aherne               | Australia   |
| 1996 | Istanbul     | Turchia        | Carla Pelpeca Fernandez | Cuba              | Mercedes Mwajas              | Ungheria          | Yenni Vaca Paz                    | Bolivia     |
| 1997 | Istanbul     | Turchia        | Caroline Lubrez         | Francia           | Mari Carmen                  | Spagna            | Assel Isabaeva                    | Kazakistan  |
| 1998 | Istanbul     | Turchia        | Abby Essien             | Regno Unito       | Veronica Laskaeva            | Uzbekistan        | Woon Yeow                         | Singapore   |
| 1999 | Adalia       | Turchia        | Michaella Walker        | Regno Unito       | Rosana Pelaz                 | Spagna            | Thanyaluk Worapimrat              | Thailandia  |
| 2000 | Istanbul     | Turchia        | Małgorzata Rożniecka    | Polonia           | Alexandra Aguilera           | Spagna            | Feza Gursoy                       | Turchia     |
| 2001 | Istanbul     | Turchia        | Laura Keranen           | Finlandia         | Ksenia Saifutdinova          | Russia            | Oksana Dahan                      | Israele     |
| 2002 | Istanbul     | Turchia        | Yan Wei                 | Cina              | Marta Gracia                 | Spagna            | Dimitra Alexandraki               | Grecia      |
| 2003 | Ulan Bator   | Mongolia       | Gislaine Ferreira       | Brasile           | Miyako Miyazaki              | Giappone          | Florecita de Jesús Cobián Azurdia | Guatemala   |
| 2004 | Pechino      | Cina           | Agiyla Gomez            | Trinidad e Tobago | Ma Li                        | Cina              | Ling Zhang                        | Hong Kong   |
| 2005 | Shenzhen     | Cina           | Catherine Abboud        | Libano            | Chien-An Lin                 | Taiwan            | Elena Tihomirova                  | Bulgaria    |
| 2006 | Shenzhen     | Cina           | Di Song                 | Cina              | Eleonora Masalab             | Ucraina           | Ana Maria Ortiz Rodal             | Bolivia     |
| 2007 | Yuncheng     | Cina           | Iveta Lutovská          | Cecoslovacchia    | Stephanie Thomas             | Trinidad e Tobago | Ria Antōniou                      | Grecia      |
| 2008 | Shenzhen     | Cina           | Mariia Iakimuk          | Ucraina           | Hommy King                   | Cina              | Serap Tunç                        | Turchia     |
| 2009 | Shenzhen     | Cina           | Emene Nyame             | Francia           | Deyra Cimen                  | Turchia           | Iuliia Galichenko                 | Ucraina     |
| 2010 | Shenzhen     | Cina           | Amanda Delgado          | Stati Uniti       | Ema Masters                  | Australia         | Qing Qing Cao                     | Cina        |
| 2011 | Shenzhen     | Cina           | Sevcan Yaşar            | Turchia           | Ivett Bozhar                 | Ungheria          | Sara Jasmine Mamadama             | Guinea      |
| 2012 | Shenzhen     | Cina           | Oparina Khrystyna       | Russia            | Pomitun Anzhelika            | Ucraina           | Kamaci Gelincik                   | Germania    |
| 2013 | Shenzhen     | Cina           | Margarita Pavlushina    | Tatarstan         | Margaret Baa                 | Ghana             | Tetiana                           | Crimea      |
| 2014 | Shenzhen     | Cina           | Shelynne Paige Hoyt     | Stati Uniti       | Anastasiya Sukh              | Ucraina           | Natalya Tytko                     | Russia      |
| 2015 | Shenzhen     | Cina           | Awa Geremaya Sanoko     | Costa d'Avorio    | Sune Botes                   | Sudafrica         | Sárka Mohorková                   | Rep. Ceca   |
| 2016 | Shenzhen     | Cina           | Anna Merimaa            | Finlandia         | Cécile Bègue                 | Francia           | Cynthia Duque                     | Messico     |
| 2017 | Shenzhen     | Cina           | Liliia Halushko         | Ucraina           | Angela Goretti Robles Ibarra | Messico           | Angelina Chmel                    | Tatarstan   |